# Datas de Tenerife
Se conoce con el nombre de datas a los documentos en que el Adelantado Alonso Fernández de Lugo, autorizado para ello por los Reyes Católicos, registró el reparto tierras de la isla de Tenerife entre conquistadores y pobladores al finalizar la conquista. El reparto no se realizó sistemáticamente en una lista o códice, la forma usada ordinariamente en la Península durante la Reconquista. Nos ha llegado en forma de cuadernos de hojas independientes cosidas entre sí y encuadernados en volúmenes. Cada uno de estos documentos o datas, a menudo menor que una cuartilla, estuvo originalmente en manos de la persona que recibía la donación de los bienes distribuidos (tierras, aguas o cuevas).
Las datas resultan de gran valor para el estudio de la isla de Tenerife en el momento de su primera población cristiana, con datos etnográficos sobre la vida indígena, económicos sobre los cultivos e industrias de los conquistadores, lingüísticos, toponómicos, genealógicos, etc.